# منتخب تشيلي لاتحاد الرغبي
منتخب تشيلي الوطني لاتحاد الرغبي (بالإسبانية: Selección de rugby de Chile)‏ هو ممثل تشيلي الرسمي في المنافسات الدولية في اتحاد الرغبي . تأسس في 18 سبتمبر 1936.

## وصلات خارجية
- الموقع الرسمي